# Государственный строй Латвии
Политическая структура Латвии — парламентская унитарная республика. Основа политического устройства страны — Конституция, или Сатверсме (латыш. Satversme) принятая 15 февраля 1922 г., прекратившая действовать в 1934 г. и восстановленная в действии в 1990—1993 гг. Юридически, Латвия рассматривает себя как продолжение Латвийской республики, существовавшей в 1918—1940 гг.; правопреемственности с Латвийской ССР не признается, так как последняя, по официальной версии, являлась оккупационным режимом.

## Глава государства
Глава государства — Президент государства (латыш. Valsts prezidents) (с 8 июля 2019 года — Эгилс Левитс), избираемый Сеймом закрытым голосованием на 4 года простым большинством голосов сроком на 4 года

## Парламент
Законодательный орган — Сейм (латыш. Saeima), состоит из 100 членов, избираемый народом по пропорциональной системе по многомандатным округам сроком на 4 года

## Правительство
Исполнительный орган — Кабинет министров, состоящий из президента министров и министров, назначаемый Президентом и несущеий политическую ответственность перед Сеймом. Выражение Сеймом недоверия Кабинету министров или министру влечёт за собой отставку Кабинета министров или министра соответственно. Перед вновь избранным Сеймом Кабинет министров слагает свои полномочия.

## Судебная власть
Судьи утверждаются в должности Сеймом. Существует Конституционный суд из 7 судей, назначаемых на 10 лет.
Судьи остальных судов по прохождении испытательного срока утверждаются в должности до достижения 65 лет. Существуют три уровня судов общей юрисдикции (по гражданским и уголовным делам) — районные (городские), окружные и Верховный суд, а также (с 2004 г.) Административный районный суд (первой инстанции) и Административный окружной суд (апелляционный). Кассационные жалобы по административным делам рассматривает Верховный суд.

## Политические права различных групп населения
- Граждане Латвии (84,0 % населения в начале 2015 г., по данным[5] Регистра жителей, имеют все политические права.[6][7][8]
- Неграждане Латвии (12,2 % населения в начале 2015 г.) имеют лишь права состоять в партиях (но не основывать их), занимать в них выборные должности и делать им пожертвования.[9]
- Апатриды (bezvalstnieki) и граждане стран, не входящих в ЕС, политических прав не имеют.[10]

Возрастной ценз для кандидатов в президенты — 40 лет, для кандидатов в депутаты Сейма — 21 год, для кандидатов в депутаты местных дум — 18 лет.

## Система местного самоуправления
Латвия — Унитарное государство.
Принятое правительством 10 июня 2020 г. решение о новом административном делении Латвии на 36 края и 7 республиканских городов (Рига, Даугавпилс, Лиепая, Елгава, Юрмала, Вентспилс, Резекне). Вместо предыдущего деления на 119 краёв и 9 республиканских городов, введено 1 января 2022 года с началом работы новых дум, избранных на выборах в самоуправления 5 июня 2021 года.
Органы власти муниципалитетов (думы) избираются на 4 года.

## Референдумы
Референдум может быть проведен по решению Сейма. Также как минимум треть депутатов Сейма может потребовать приостановки провозглашения закона, принятого не в срочном порядке, и если за вынесение его на референдум в течение 2 месяцев подпишется по меньшей мере 10 % граждан, но Сейм не принимает новую редакцию этого закона как минимум 3/4 голосов, состоится всенародное голосование, для которого установлен минимум явки — половина участников предыдущих выборов Сейма. Автоматически на народное голосование передается законопроект, внесенный в Сейм по меньшей мере 10 % избирателей, но отклоненный или существенно изменённый им. Установлен ряд вопросов, законы о которых на народное голосование не могут быть переданы.

## Представительство вЕС
Латвия представлена в Европарламенте 8 депутатами из 736. Депутаты избираются на 5 лет.
В Совете ЕС Латвия имеет 4 голоса из 345.

## Выборы

### Избирательные комиссии
Центральная избирательная комиссия состоит из 9 человек: 8, включая председателя, избираются Сеймом, а один — Верховным судом. Переизбирается с каждым созывом Сейма.
Избирательные комиссии муниципалитетов избираются соответствующими думами (советами) и также работают постоянно. Члены избиркомов не могут быть кандидатами на выборах.

### Правонарушения
- Обход ограничений на агитационные расходы — за превышение установленных потолков на выборах Сейма в 2006 г. к административной ответственности были привлечены Народная партия (наибольший перерасход), Центр согласия, коалиция ЛПП/ЛЦ, Союз зелёных и крестьян, Новое время. Четыре первых оспорили решения Бюро по предотвращению и борьбе с коррупцией[22]
- Подкуп избирателей — серия уголовных дел была возбуждена после муниципальных выборов 2005 г. и парламентских выборов 2006 г., суды вынесли обвинительные приговоры в отношении представителей Нового центра и Центра согласия[23][24]
- Фальсификации — после парламентских выборов 2006 г. осуждён депутат Сейма от ТБ/ДННЛ Ю. Болданс[25][26]